# Philodendron bipinnatifidum
Philodendron bipinnatifidum är en kallaväxtart som beskrevs av Heinrich Wilhelm Schott och Stephan Ladislaus Endlicher. Philodendron bipinnatifidum ingår i släktet Philodendron och familjen kallaväxter. Inga underarter finns listade.

## Bildgalleri

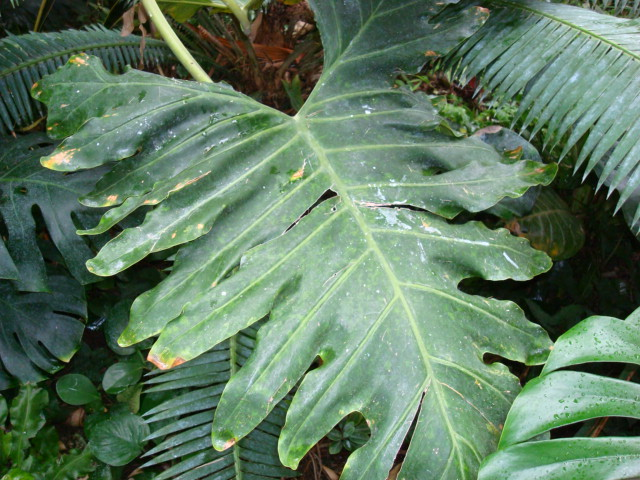
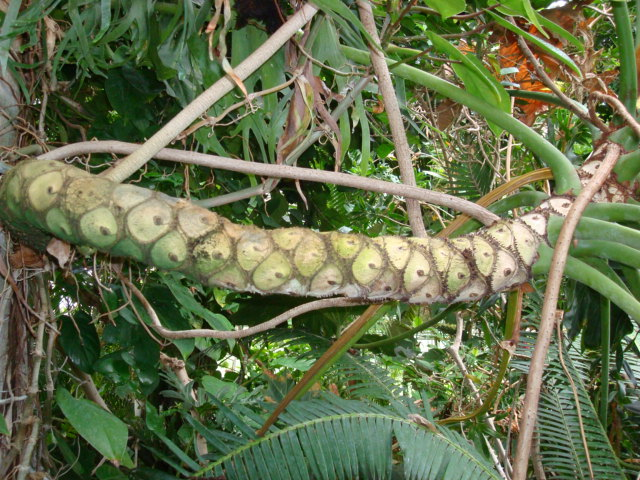